# Rochinha (político)
Luiz Rocha Filho, mais conhecido como Rochinha (São Luís, 3 de junho de 1964 — São Luís, 14 de julho de 2023) foi um advogado e político brasileiro. Ele foi deputado federal (2007). Rochinha foi prefeito de Balsas (2013–2017).